# Kim Won-hae
Kim Won-hae (Hangul: 김원해) es un popular y veterano actor surcoreano.

## Biografía
Estudió en el Instituto de las Artes de Seúl.
El 20 de agosto del 2020 la agencia del actor anunció que había dado positivo por COVID-19 luego de que un compañero de la obra "Jjamppong" en la que participaba contagiara a varios miembros del elenco, la agencia también anunció que inmediatamente después de ser contactados por el Centro de Control y Prevención de Enfermedades de Corea del Sur (Korea Centers for Disease Control and Prevention (KCDC)) con los resultados, habían cancelado todos los compromisos del actor, quien estaba bajo medidas de autocuarentena y sería trasladado al hospital una vez que estuviera preparada una sala. El 25 de agosto del mismo año, su agencia anunció que Won-hae ya se encontraba recibiendo tratamiento en un centro médico en cuarentena y que estaba bien. El 22 de septiembre del mismo año su agencia confirmó que el actor se había recuperado por completo y que había regresado a su rutina normal.

## Carrera
Es miembro de la agencia "SSGG Company" (더블에스지컴퍼니, también conocida como "Double SG Company"). Previamente formó parte de la agencia "Pium Entertainment".
En el 2011 se unió al elenco principal de la primera temporada del programa Saturday Night Live Korea donde participó hasta la cuarta temporada en el 2013.
En 2013 se unió al elenco recurrente de la serie Nine: Nine Time Travels donde interpretó a Park Chang-min durante 1992 y 2012. 
En el 2014 se unió al elenco recurrente de la serie Plus Nine Boys donde interpretó a Jo Won-hae, el líder del departamento.
En enero del 2016 se unió al elenco recurrente de la serie Signal donde dio vida al detective de la policía Kim Kye-cheol, hasta el final de la serie en marzo del 2016.
Se unió al elenco recurrente de la serie Drinking Solo donde interpretó a Kim Won-hae, al director y uno de los profesores del Instituto Noryangjin. También interpretó a Min Byung-ho, un abogado cercano a Soo-yeon en la serie Monster. Ese mismo año se unió al elenco recurrente de la serie Hwarang: The Poet Warrior Youth donde dio vida a Woo-reuk, un refugiado músico e inventor, que se convierte en el maestro de música y danza de los miembros del Hwarang.
En enero del 2017 se unió al elenco recurrente de la serie Good Manager, donde interpretó a Choo Nam-ho, uno de los miembros del departamento de contabilidad del grupo "TQ". En febrero del mismo año apareció como invitado en la serie Tomorrow With You, donde dio vida al padre de Yoo So-joon, quien muere en un accidente de tren junto a su esposa. Ese mismo mes se unió al elenco recurrente de la serie Strong Woman Do Bong-soon, donde interpretó dos personajes: a Kim Kwang-bok, uno de los miembros de la Banda de Baek Tak y a Oh Dong-byung, el jefe del equipo de planificación de desarrollo de "Ainsoft", hasta el final de la serie en abril del mismo año.
Apareció como personaje recurrente de la serie Criminal Minds, donde dio vida a Kim Yong-cheol, un asesino en serie conocido como "Reaper". En septiembre del mismo año también se unió al elenco recurrente de la serie While You Were Sleeping, donde dio vida al detective Choi Dam-dong, un oficial de la División 3.
En el 2018 se unió al elenco recurrente de la segunda temporada de la serie Queen of Mystery 2 (también conocida como "Mystery Queen 2"), donde interpretó al jefe de la sección Jo In-ho, hasta el final de la serie en abril del mismo año.En junio del mismo año también se unió al elenco recurrente de la serie Are You Human Too?, donde dio vida a Kang Jae-sik. En julio del mismo año año se unió al elenco recurrente de la serie Life, donde interpretó a Lee Dong-soo, el líder del centro de emergencia médico, hasta el final de la serie ese mismo año.
En septiembre del mismo año se unió al elenco recurrente de la serie The Ghost Detective, donde da vida a Han Sang-seop, un investigador privado y el jefe de la agencia de detectives. Ese mismo año se unió al elenco recurrente de la serie Player, donde interpretará al fiscal general Jang In-gyu. En noviembre del mismo año se unirá al elenco recurrente de la serie Clean with Passion for Now, donde dará a Gil Gong-tae, el padre de Gil Oh-sol (Kim Yoo-jung).
En marzo del 2019 realizó una aparición especial en la nueva serie He Is Psychometric, donde dio vida al maestro de matemáticas de la escuela secundaria donde asisten Lee Ahn (Park Jin-young) y Yoon Jae-in (Shin Ye-eun), que termina siendo arrestado luego de intentar tirarle ácido a Jae-in, luego de que ella descubriera que estaba vendiendo los exámenes a los alumnos.En julio del mismo año realizó una aparición especial durante el primer episodio de la serie Hotel Del Luna, donde interpretó al mayor Park Kyu-ho. Ese mismo mes se unió al elenco recurrente de la serie When the Devil Calls Your Name, donde dio vida a Kong Soo-rae, el dueño de una cafetería y el jefe de Kim Yi-kyung (Lee Seol). En septiembre del mismo año se unió al elenco recurrente de la serie Melting Me Softly (también conocida como "Melt Me"), donde interpretó a Ma Dong-shik, el hermano menor de Ma Dong-chan (Ji Chang Wook) y al padre de Ma Pil-gu (Ji Chang Wook), hasta el final de la serie el 17 de noviembre del mismo año.
En julio del 2020 se unió al elenco principal de la serie Graceful Friends, donde dio vida a Cheon Man-shik. El actor Park Sung-joon interpretó a Man-shik de joven. El 30 de noviembre del mismo año se unió al elenco de la serie Awaken (también conocida como "Night and Day"), donde interpretó a Hwang Byeong-chul.
En junio de 2021 se unió al elenco recurrente de la serie Monthly Magazine Home, donde dio vida a Choi-go, el editor en jefe de la revista que ha vivido con su esposa y dos hijos en un departamento que sueña con renovar.

## Filmografía

### Series de televisión
| Año     | Título                                      | Personaje                      | Notas                               | Ref.          |
| ------- | ------------------------------------------- | ------------------------------ | ----------------------------------- | ------------- |
| 2007-08 | Beautiful Days                              | Mr. Jin                        |                                     |               |
| 2011    | God's Quiz                                  | Dr. Min Jung-pil               |                                     |               |
| 2012    | Queen In-hyun's Man                         | Eunuco Hong                    |                                     |               |
| 2013    | Nine: Nine Time Travels                     | Park Chang-min                 |                                     |               |
| 2013    | Reply 1994                                  | Padre de Sseureki              | 2 episodios                         |               |
| 2014    | High School King of Savvy                   | Han Young-seok                 |                                     |               |
| 2014    | Plus Nine Boys                              | Cho Won-hae                    |                                     |               |
| 2014    | Modern Farmer                               | Doksa                          |                                     |               |
| 2014    | Misaeng                                     | Park Young-ho                  |                                     |               |
| 2015    | Fake Family                                 | Im Young-kook                  | Drama Special, un episodio          |               |
| 2015-16 | Sweet, Savage Family                        | Son Se-woon                    |                                     |               |
| 2016    | Signal                                      | Det. Kim Kye-cheol             | 16 episodios                        |               |
| 2016    | Monster                                     | Min Byung-ho                   |                                     |               |
| 2016    | Drinking Solo                               | Kim Won-hae                    | 16 episodios                        |               |
| 2016    | Woman with a Suitcase                       | Director Shim                  |                                     |               |
| 2016    | Disqualified Laughter                       | General de la Fuerza Aérea     | Drama Special, un episodio          |               |
| 2016-17 | Hwarang: The Poet Warrior Youth             | Woo Reuk                       | 8 episodios                         |               |
| 2017    | Good Manager                                | Choo Nam-ho                    | 20 episodios                        |               |
| 2017    | Tomorrow With You                           | Padre de Yoo So-joon           | 3 episodios                         |               |
| 2017    | Strong Woman Do Bong-soon                   | Kim Kwang-bok / Oh Dong-byung  | 16 episodios                        |               |
| 2017    | The Bride of Habaek                         | Taxista                        |                                     |               |
| 2017    | Criminal Minds                              | Kim Yong-cheol / "Reaper"      | 2 episodios                         |               |
| 2017    | You're Closer than I Think                  | -                              | Drama Special, un episodio          |               |
| 2017    | While You Were Sleeping                     | Det. Choi Dam-dong             | 32 episodios                        |               |
| 2017    | Black                                       | Na Kwang-kyun / "Crazy Dog"    |                                     |               |
| 2017    | Today I Grab the Tambourine Again           | Instructor del Tambourine      | Ep. 5                               |               |
| 2018    | Queen of Mystery 2                          | Cho In-ho                      | 16 episodios                        |               |
| 2018    | A Poem a Day                                | Kim Jung-soo                   | Cameo                               |               |
| 2018    | The Miracle We Met                          | Mortician                      | 3 episodios                         |               |
| 2018    | Are You Human Too?                          | Kang Jae-shik                  |                                     |               |
| 2018    | Life                                        | Dr. Lee Dong-soo               |                                     |               |
| 2018    | The Ghost Detective                         | Det. Han Sang-seop             |                                     |               |
| 2018    | Star of the Foxes                           | Park Tae-hee                   |                                     |               |
| 2018    | Player                                      | Jang In-kyoo                   |                                     |               |
| 2018    | Dreamers                                    | Jefe del Depto. de Crimen      | Drama Special, cameo                |               |
| 2018    | Hymn of Death                               | Yoon Seok-ho                   |                                     |               |
| 2018    | Feel Good to Die                            | Conductor del Tren             | Cameo, dos episodios                |               |
| 2018-19 | Clean with Passion for Now                  | Kil Gong-tae                   |                                     |               |
| 2019    | The Fiery Priest                            | Vladimir Gojayev               |                                     |               |
| 2019    | He Is Psychometric                          | Maestro de Matemáticas         | 3 episodios                         |               |
| 2019    | Hotel Del Luna                              | Park Kyoo-ho                   | Ep. 1                               |               |
| 2019    | When the Devil Calls Your Name              | Gong Soo-rae                   |                                     |               |
| 2019    | Miss Lee                                    | Señor Park                     | Ep. 1                               |               |
| 2019    | Melting Me Softly                           | Ma Dong-shik / Ma Pil-goo      |                                     |               |
| 2019-20 | Chocolate                                   | Kwon Hyun-seok                 |                                     |               |
| 2020    | How to Buy a Friend                         | Park Choong-chae               |                                     | [ 19 ]        |
| 2020    | Shall We Eat Dinner Together? (Dinner Mate) | Viudo Deprimido                | Ep. 7                               | [ 20 ]        |
| 2020    | Graceful Friends                            | Cheon Man-shik                 |                                     |               |
| 2020    | Forest of Secrets 2                         | Director de la Policía Noh     | Aparición especial, ep. 16          |               |
| 2020    | Start-Up                                    | Nam Sung-hwan                  |                                     |               |
| 2020-21 | Awaken                                      | Hwang Byung-cheol              |                                     |               |
| 2021    | El amor es la meta                          | Bartender                      | Aparición especial, dos episodios   |               |
| 2021    | Youth of May                                | Kim Hyun-cheol                 | 11 episodios                        | [ 21 ]        |
| 2021    | Monthly Magazine Home                       | Choi Go                        |                                     |               |
| 2021    | One the Woman                               | Ryoo Seung-deok                |                                     |               |
| 2022    | Through the Darkness                        | Huh Gil-pyo                    |                                     |               |
| 2022    | Showtime Begins!                            | Park Soo-moodang / Cha Sa-geum |                                     |               |
| 2022    | Link: Eat, Love, Kill                       |                                | Aparición especial (episodio n.º 1) |               |
| 2022    | The Law Cafe                                | Director ejecutivo Hwang       |                                     | [ 22 ]        |
| 2022    | The Empire                                  | Do-pil / Ji Joon-gi            |                                     | [ 23 ]        |
| 2023    | La buena mala madre                         | Son Yong-rak                   |                                     | [ 24 ]        |
| 2023    | Nam-soon, una chica superfuerte             | Vendedor de armas              | Aparición especial (episodio n.º 1) | [ 25 ]        |
| 2023-24 | El juego de la muerte                       | Vagabundo                      |                                     | [ 26 ]        |
| 2024    | Lovely Runner                               | Ryoo Geun-deok                 |                                     |               |
| 2024    | Serendipity's Embrace                       | Kim Bok-nam                    | 8 episodios                         | [ 27 ] [ 28 ] |
| 2024    | Un negocio virtuoso                         | Choi Won-bong                  |                                     | [ 29 ]        |
| 2025    | Seguro de divorcio                          | Na Dae-bok                     |                                     | [ 30 ]        |

### Películas
| Año  | Título                                   | Personaje                     | Notas                                                                                          |
| ---- | ---------------------------------------- | ----------------------------- | ---------------------------------------------------------------------------------------------- |
| 2022 | Confidential Assignment 2: International | Sergey                        | junto a Hyun Bin, Yoo Hae-jin, Im Yoon-ah y Daniel Henney.                                     |
| 2022 | In Our Prime                             | Park Pil-joo                  | junto a Choi Min-sik, Kim Dong-hwi, Park Byung-eun y Park Hae-joon. (Aparición especial)       |
| 2020 | Samjin Company English Class             | Ahn Gi-chang                  | junto a Go Ah-sung, Esom y Park Hye-su                                                         |
| 2020 | Time to Hunt                             | Bin-dae                       | junto a Lee Je-hoon, Choi Woo-shik, Ahn Jae-hong, Park Jung-min y Park Hae-soo                 |
| 2019 | Forbidden Dream                          | Jo Soon-saeng                 | junto a Shin Goo, Kim Hong-pa, Heo Joon-ho, Kim Tae-woo, Im Won-hee y Oh Kwang-rok             |
| 2019 | Astronomy                                | -                             |                                                                                                |
| 2019 | No Mercy                                 | CEO Jung                      | junto a Lee Si-young, Park Se-wan, Lee Joon-hyuk, Choi Jin-ho y Seol Jung-hwan                 |
| 2018 | Heung-boo: The Revolutionist             | Kim Eung-jib                  | junto a Jung Woo, Kim Joo-hyuk, Jung Jin-young y Jung Hae-in                                   |
| 2017 | The Battleship Island                    | Gerente del Hotel "Peninsula" | junto a Hwang Jung-min, So Ji-sub, Song Joong-ki y Lee Jung-hyun                               |
| 2016 | Life Risking Romance                     | Oficial Park                  | junto a Ha Ji-won, Chun Jung-myung, Chen Bolin, Oh Jung-se, Jung Hae-kyun y Jo Byung-gyu       |
| 2016 | Asura: The City of Madness               | Cocodrilo                     | junto a Jung Woo-sung, Hwang Jung-min, Ju Ji-hoon, Kwak Do-won, Yoon Ji-hye y Jung Man-sik     |
| 2016 | Missing You                              | Jefe Ban                      | junto a Shim Eun-kyung, Yoon Je-moon, Ahn Jae-hong, Kim Sung-oh y Lee Kap-seon                 |
| 2016 | A Violent Prosecutor                     | Young-cheol                   |                                                                                                |
| 2016 | SORI: Voice from the Heart               | Goo-cheol                     |                                                                                                |
| 2015 | The Himalayas                            | Kim Moo-young                 | junto a Hwang Jung-min, Jung Woo, Jo Sung-ha, Kim In-kwon y Ra Mi-ran                          |
| 2015 | The Long Way Home                        | Oficial Jeon                  | junto a Yeo Jin-goo, Sol Kyung-gu, Lee Geung-young, Jung In-gi, Jung Suk-won y Ji Chang-wook   |
| 2015 | Granny's Got Talent                      | Moderador                     |                                                                                                |
| 2015 | Detective K: Secret of the Lost Island   | Sato                          |                                                                                                |
| 2014 | We Are Brothers                          | Oficial de Yeosu              |                                                                                                |
| 2014 | Whistle Blower                           | Taxista                       |                                                                                                |
| 2014 | Tazza: The Hidden Card                   | Artista Jo                    | junto a T.O.P, Shin Se-kyung, Kwak Do-won, Lee Ha-nui, Yeo Jin-goo, Yoo Hae-jin y Ahn Jae-hong |
| 2014 | The Pirates                              | Choon-seop                    | junto a Son Ye-jin, Park Chul-min, Kim Nam-gil, Sulli, Oh Dal-su, Ahn Nae-sang y Park Hae-soo  |
| 2014 | The Admiral: Roaring Currents            | Bae Seol                      | junto a Choi Min-sik, Ryu Seung-ryong, Jin Goo, Lee Jung-hyun, Kwon Yul y No Min-woo           |
| 2014 | Man on High Heels                        | Residente                     | junto a Cha Seung-won, Oh Jung-se y Esom                                                       |
| 2013 | My Dear Girl, Jin-young                  | Padre                         |                                                                                                |
| 2013 | Hide and Seek                            | Sung-cheol                    | junto a Son Hyun-joo, Moon Jeong-hee, Jeon Mi-seon, Kim Ji-young, Kim Su-an y Jo Han-chul      |
| 2013 | Happiness for Sale                       | Mr. Jang                      | junto a Choi Kang-hee, Bong Tae-gyu, Park Sa-rang y Joo Jin-mo                                 |
| 2013 | My Little Hero                           | PD. Han                       |                                                                                                |
| 2012 | As One                                   | Anunciador Coreano            |                                                                                                |
| 2011 | Sunny                                    | Profesor de Enlace            |                                                                                                |
| 2011 | Romantic Heaven                          | Det. Park                     | junto a Kim Su-ro, Kim Dong-wook, Kim Ji-won, Kim Mu-yeol, Im Won-hee y Shim Eun-kyung         |
| 2010 | The Quiz Show Scandal                    | Oficial Kim                   |                                                                                                |
| 2009 | Salt                                     | -                             |                                                                                                |
| 2009 | The Executioner                          | Preso por Fraude              |                                                                                                |
| 2009 | Good Morning President                   | Consejero de Gyeong-ja        |                                                                                                |

### Apariciones en programas
| Año         | Programa                                     | Notas                                           |
| ----------- | -------------------------------------------- | ----------------------------------------------- |
| 2017        | A Man Who Feeds The Dog 2 (개밥 주는 남자 2) | invitado                                        |
| 2016        | Infinite Challenge                           | 4 episodios - (Ep. 496-497, 499-500) - invitado |
| 2011 - 2013 | Saturday Night Live Korea                    | miembro                                         |

### Teatro
| Año         | Título               | Notas |
| ----------- | -------------------- | ----- |
| 2020        | Jjamppong            | -     |
| 2013 - 2014 | Hi, My Butterfly     | -     |
| 2013        | Champon              | -     |
| 2011 - 2012 | Return to Hamlet     | -     |
| 2011        | Kisaragi             | -     |
| 2010        | Brother Has Returned | -     |

## Premios y nominaciones
| Año  | Categoría                                                  | Premio                     | Trabajo                                        | Resultado |
| ---- | ---------------------------------------------------------- | -------------------------- | ---------------------------------------------- | --------- |
| 2021 | Best Supporting Actor in a Miniseries Romance/Comedy Drama | 2021 SBS Drama Award       | One the Woman                                  | Nominado  |
| 2018 | Best Supporting Actor                                      | KBS Drama Award            | Queen of Mystery 2                             | Ganó      |
| 2017 | Best Supporting Actor                                      | SBS Drama Award            | While You Were Sleeping                        | Ganó      |
| 2017 | Best Supporting Actor                                      | KBS Drama Award            | Hwarang: The Poet Warrior Youth y Good Manager | Nominado  |
| 2016 | Bonsang                                                    | 2nd Scene Stealer Festival | -                                              | Ganó      |